# Przełącznik obiegu

Symbol przełącznika obiegu. 1 – wejścia, 2 – wyjście

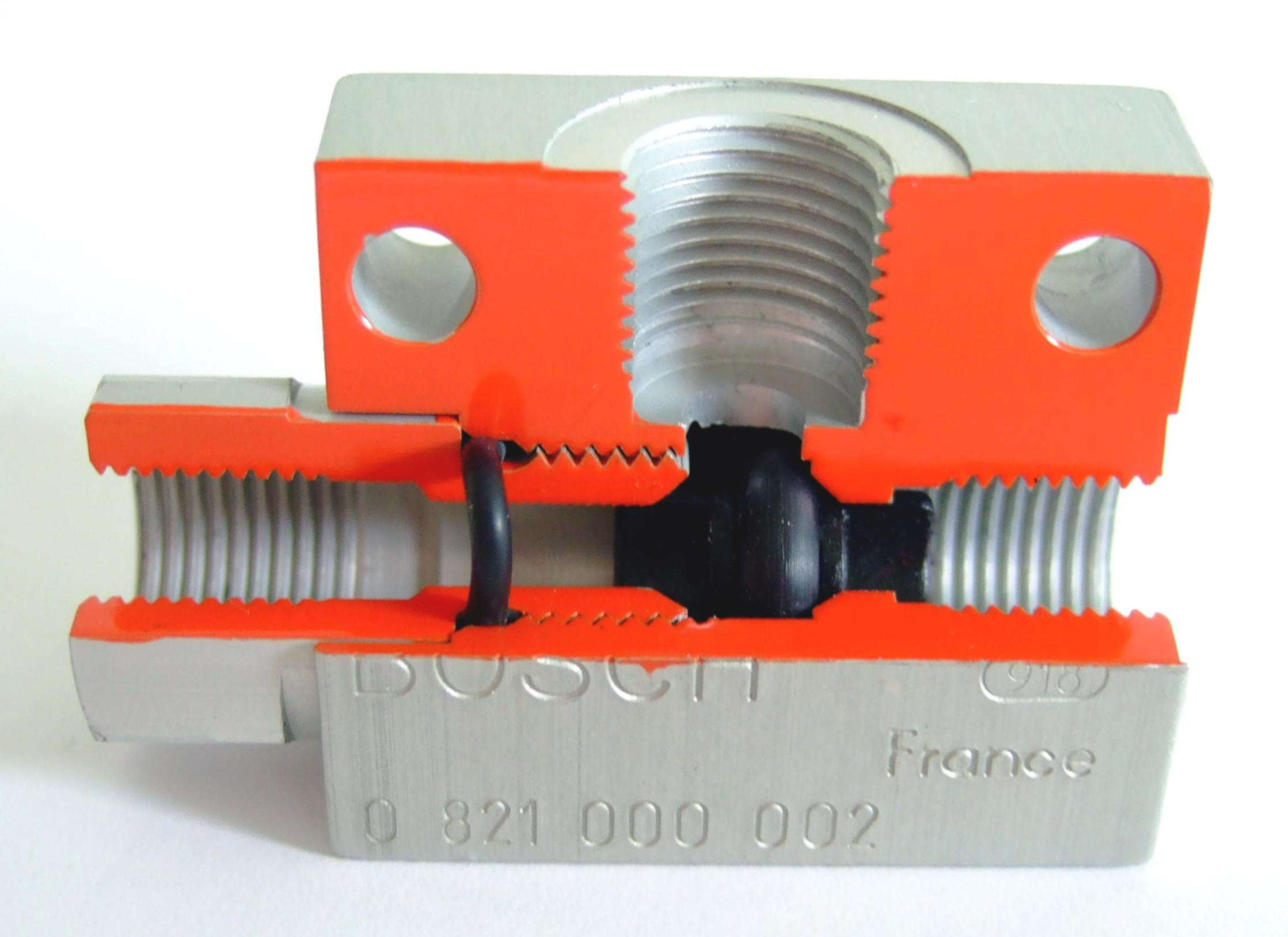
Przekrój przełącznika obiegu

Przełącznik obiegu – rodzaj zaworu, w którym medium przepływa od jednego z dwóch wejść do wyjścia. Priorytet przepływu ma czynnik o wyższym ciśnieniu.

## Zasada działania
Na ilustracji wejścia zaworu znajdują się po bokach, a wyjście (W) na górze. Jeśli do wejścia lewego (L) doprowadzone jest medium o wyższym ciśnieniu, a do wejścia prawego (P) o niższym, to przepływ następuje na drodze L→W (układ 1 po lewej stronie). Jeżeli ciśnienie na wejściu L zmniejszy się poniżej ciśnienia na wejściu P to wtedy następuje zanik przepływu L→W i otwiera się droga dla przepływu P→W (układ 2 po prawej stronie).

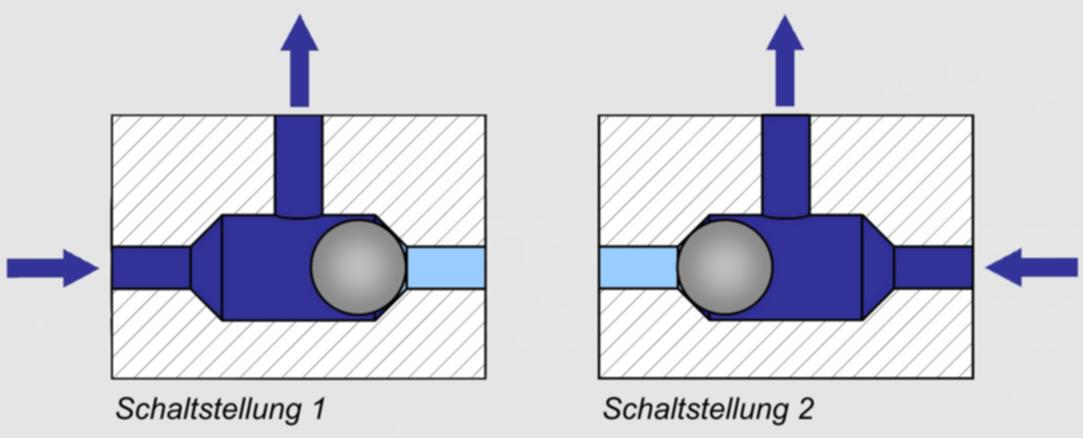
Pozycje przełącznika

Z opisanej zasady działania wynika, że na wyjściu pojawia się czynnik, gdy pojawi się on na którymkolwiek z wejść. Z uwagi na realizowaną funkcję logiczną, przełącznik obiegu nazywany jest również „zaworem typu LUB”.

## Zastosowanie
Przełączniki obiegu stosowane są zarówno w instalacjach pneumatycznych, jak i hydraulicznych. Przykładem są hydrauliczne urządzenia przemysłu górniczego, gdzie jako medium wykorzystuje się emulsję wodno-olejową HFA.